# لودوفيك غينست
لودوفيك غينست (بالفرنسية: Ludovic Genest)‏ هو لاعب كرة قدم فرنسي، ولد في 18 سبتمبر 1987 في Thiers, Puy-de-Dôme ‏ في فرنسا. لعب مع ستاد لافال ونادي أوكسير ونادي إستر ونادي باستيا ونادي كريتيل ونادي كليرمونت 63.

## وصلات خارجية
- لودوفيك غينست على موقع قاعدة بيانات كرة القدم.إي يو (الإنجليزية)
- لودوفيك غينست على موقع ليكيب (الفرنسية)
- لودوفيك غينست على موقع Soccerway.com (الإنجليزية)
- لودوفيك غينست على موقع عالم كرة القدم.نت (الإنجليزية)
- لودوفيك غينست على موقع AS.com (الإسبانية)
- لودوفيك غينست على موقع GSA (الإنجليزية)